# Tanguiéta
Tanguiéta  ist eine Stadt, ein Arrondissement und eine 5465 km2 große Kommune in Benin. Sie liegt im Département Atakora. Das Arrondissement Tanguiéta hatte bei der Volkszählung im Mai 2013 eine Bevölkerung von 27.094 Einwohnern, davon waren 13.044 männlich und 14.050 weiblich. Die gleichnamige Kommune hatte zum selben Zeitpunkt 74.675 Einwohner, davon waren 36.431 männlich und 38.244 weiblich.
Die vier weiteren Arrondissements der Kommune Tanguiéta sind Cotiakou, N’Dahonta, Taiakou und Tanongou. Kumuliert umfassen alle Arrondissements 59 Dörfer.

## Wissenswertes
Durch die Stadt führt die internationale Fernstraße RNIE3, auf der in nördlicher Richtung u. a. der Ort Porga mit dem Flugplatz Porga und kurz darauf Burkina Faso zu erreichen sind und in südlicher Richtung Toucountouna und später Natitingou mit dem gleichnamigen Flugplatz.